# 巴拉望鬚豬
巴拉望鬚豬（学名：Sus ahoenobarbus），是一種分布在菲律賓的特有種豬科動物。牠只分布於巴拉巴克島、巴拉望島和卡拉棉群島。
巴拉望鬚豬身長1-1.6米，高1米，重150公斤。直到最近，牠也被認為是婆羅洲鬚豬的亞種，但現在則認為巴拉望鬚豬是另一單獨物種，兩者間的關係需要更多的研究。